# Louis Darragon
Louis Darragon (Vichy, 6 de febrero de 1883-París, 28 de abril de 1918) fue un deportista francés que compitió en ciclismo en la modalidad de pista. Ganó cuatro medallas en el Campeonato Mundial de Ciclismo en Pista entre los años 1906 y 1911.

## Medallero internacional
| Campeonato Mundial | Campeonato Mundial     | Campeonato Mundial | Campeonato Mundial |
| Año                | Lugar                  | Medalla            | Competición        |
| ------------------ | ---------------------- | ------------------ | ------------------ |
| 1906               | Ginebra (Suiza)        | Medalla de oro     | Medio fondo (P)    |
| 1907               | París (Francia)        | Medalla de oro     | Medio fondo (P)    |
| 1909               | Copenhague (Dinamarca) | Medalla de plata   | Medio fondo (P)    |
| 1911               | Roma (Italia)          | Medalla de plata   | Medio fondo (P)    |